# 欧洲生物信息研究所

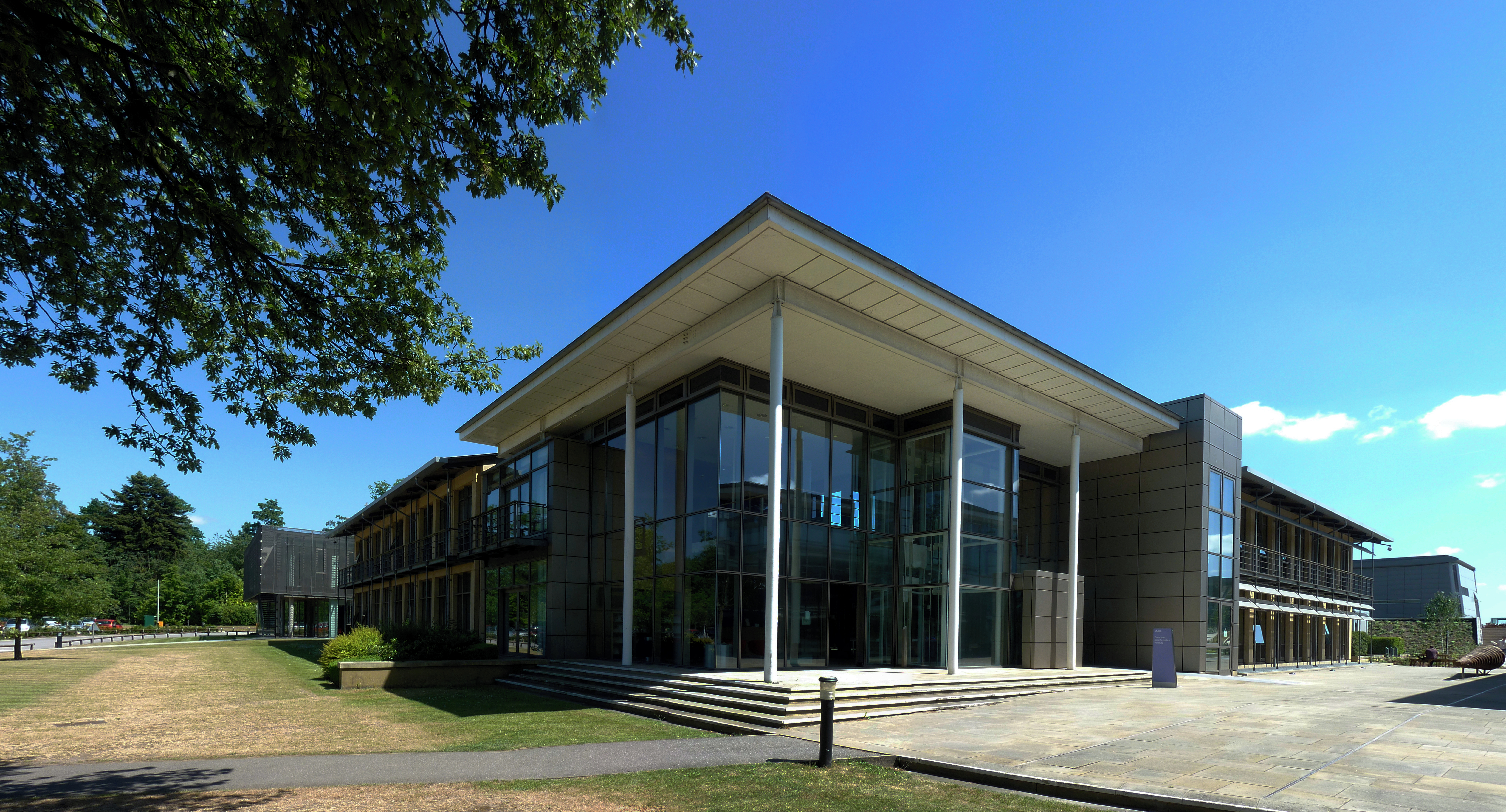
欧洲生物信息研究所

欧洲生物信息研究所（EMBL-EBI，全称EMBL - European Bioinformatics Institute），是一个政府間國際組織的学术机构，致力于以信息学手段解答生命科学问题。该所建立于1994年，位于英国剑桥南部的维康信托基因园，是欧洲分子生物学实验室（EMBL，全称European Molecular Biology Laboratory）的一部分。
欧洲生物信息研究所为科学界提供免费生物信息资源、促进基础研究、提供培训和传播行业尖端技术。欧洲生物信息研究所管理和维护着多个大型生物信息公共数据库， 跨基因组学，蛋白质组学，化学信息学，转录组学，系统生物学等，同时创建了多种工具供让研究人员分析和分享信息。欧洲生物信息研究所提供最优质的研究环境、无数跨学科的合作机会以及遍及世界各地的培训课程。

## 主要任务
1. 为科学界建立和维护生物学数据库, 提供免费的数据和生物信息服务, 支持生物学数据的存储和挖掘，促进科技进步；
2. 通过生物信息学的基础研究继续推动生物学发展；
3. 为各个层次的科学工作者提供生物信息学培训；
4. 支持帮助边缘尖端科技成果向工业界的转化；
5. 协调欧洲生物数据的提供。

## 主要服务
欧洲生物信息研究所拥有超过20年生物信息学研究和服务经验，是全球收集和传播生物数据、提供免费生物信息服务的欧洲节点。该所管理维护着世界最全面的分子生物数据库，其中很多是生物学家熟悉的数据库，例如核酸序列数据库（ENA），基因组，基因表达数据， UniProt蛋白质数据库，InterPro（蛋白质家族/域/蛋白指纹等）和PDBe（大分子结构）。ENA由原EMBL-Bank核酸序列数据库基础上发展起来，是欧洲最重要的核酸序列资源，与美国NCBI的GenBank和日本的日本DNA数据库（DDBJ）组成国际核酸序列数据库合作联盟（INSDC）。这三大数据库各自收录了世界上所报道的所有序列数据的一部分，并且每天实时更新交换各自的序列信息。
欧洲生物信息研究新的数据资源包括蛋白质相互作用（IntAct），反应途径（Reactome）、小分子（ChEBI）等等，能帮助研究人员了解构建一个有机体的分子部分，以及这些部件如何结合起来建立系统。其它还包含文献数据库、专利数据资源、BioModels Database、Gene Ontology等等。每个数据库的细节有所不同，但都坚持相同的服务原则。
欧洲生物信息研究所向全球提供免费的生物信息服务，发展和维护着多种用于浏览、检索、分析处理生物数据的工具服务。数据获取工具SRS（序列检索系统）为用户提供了快速、便捷和友好的界面以搜索超过200个局域和公众数据库中大量不同种类的生命科学类数据。序列数据搜索包括FASTA、 NCBI BLAST和WU-BLAST序列同源性和相似性对比工具。其它还包括蛋白功能分析，序列多重排比，进化树分析，大分子结构分析与多维显示等。

## 研究兴趣
欧洲生物信息研究所为生物信息学提供了一个优质而独特的研究环境。该所研究兴趣广泛，研究与服务相辅相成。作为一个EMBL不可分割的一部分, 欧洲生物信息研究所是EMBL的活跃研究成员。研究小组旨在通过研究开发新方法来解释阐述生物数据，了解其生物学的意义。服务队伍在维护和加强现有数据资源的同时研究开发新的服务内容。

## 参阅
- 美国国家生物技术信息中心(NCBI)
- 日本DNA数据库(DDBJ)
- 中國國家基因庫（CNGB）